# Estação Ferroviária de Rego
A Estação Ferroviária de Rego foi uma interface da Linha de Cintura, que servia o Bairro do Rego, na cidade de Lisboa, em Portugal.

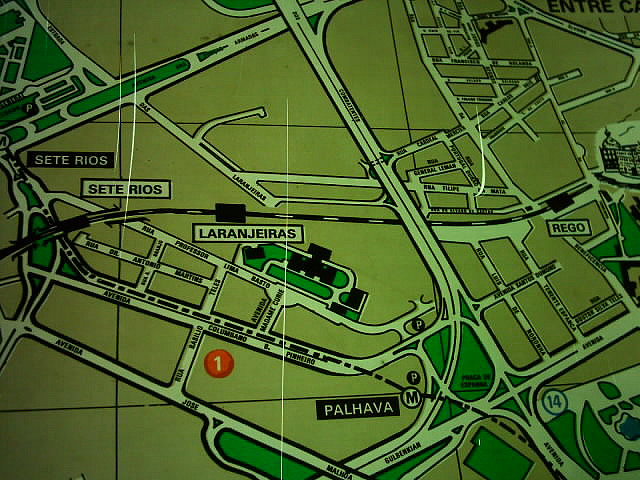
Estação do Rego e Apeadeiro de Laranjeiras, eliminados no século XX, situados entre Sete Rios e Entrecampos, na Linha de Cintura.

## História
Esta interface localiza-se no troço original da Linha de Cintura, entre as estações de Benfica e Santa Apolónia, que entrou ao serviço no dia 20 de Maio de 1888, pela Companhia Real dos Caminhos de Ferro Portugueses.
Em finais de 1920, estava prevista a construção de um cais de grandes dimensões na estação do Rego.
Durante o processo de modernização e eletrificação das Linhas do Norte, Cintura e Sintra, foi instalado um posto de sinalização do tipo electromecânico, no sistema Jeumont, na estação de Rego. A eletrificação foi inaugurada em 28 de Abril de 1957.
Em 1968, foi aberto um concurso para um viaduto da Linha de Cintura sobre as Avenidas 5 de Outubro e da República, que foi desde logo planeado para passar de via dupla para via quádrupla, e para acolher o projeto que existia para expandir a estação de Rego.

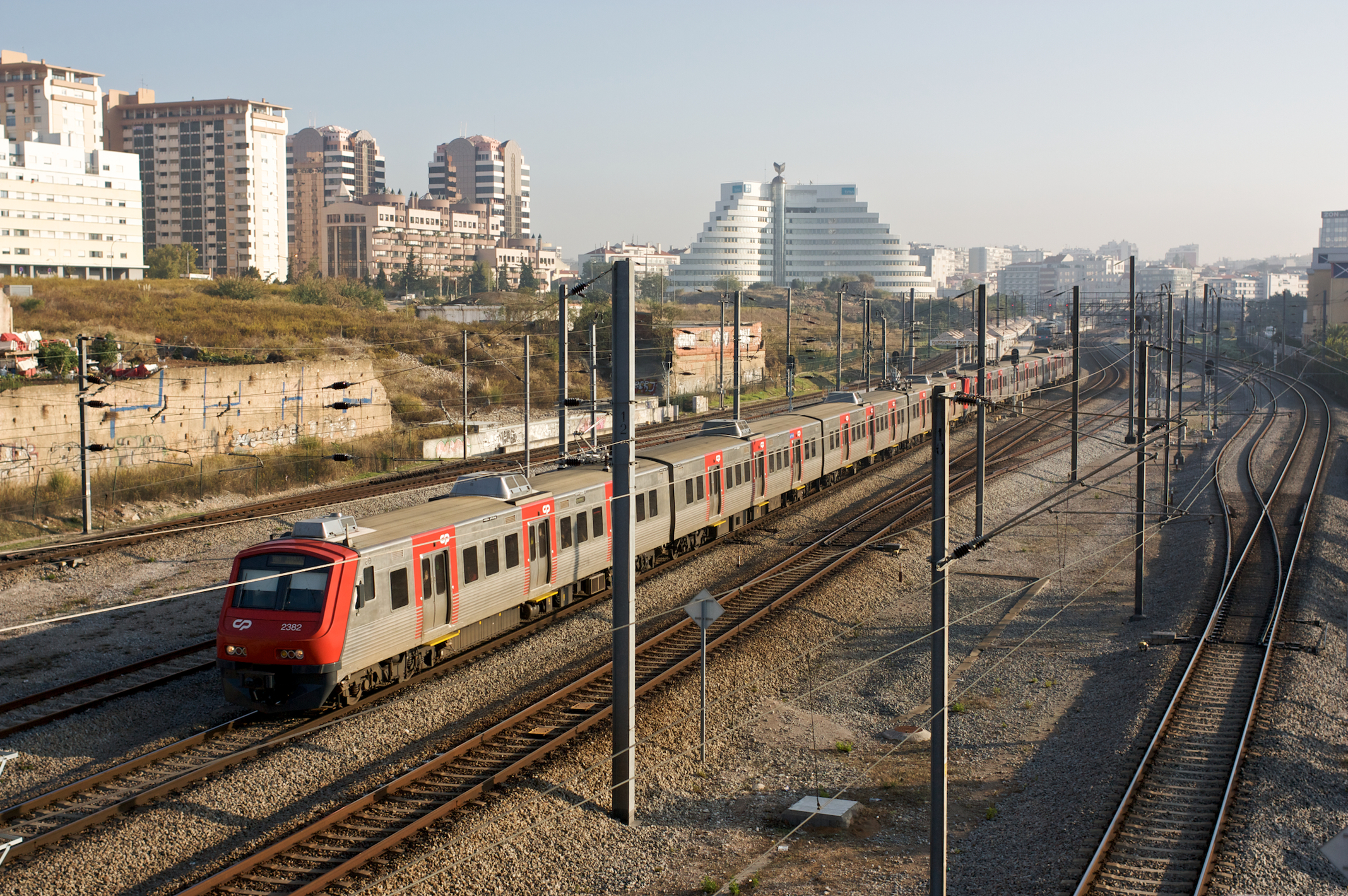
Fotografia de 2010 ilustrando o lugar onde se situava a demolida Estação de Rego.